# 菱川師宣

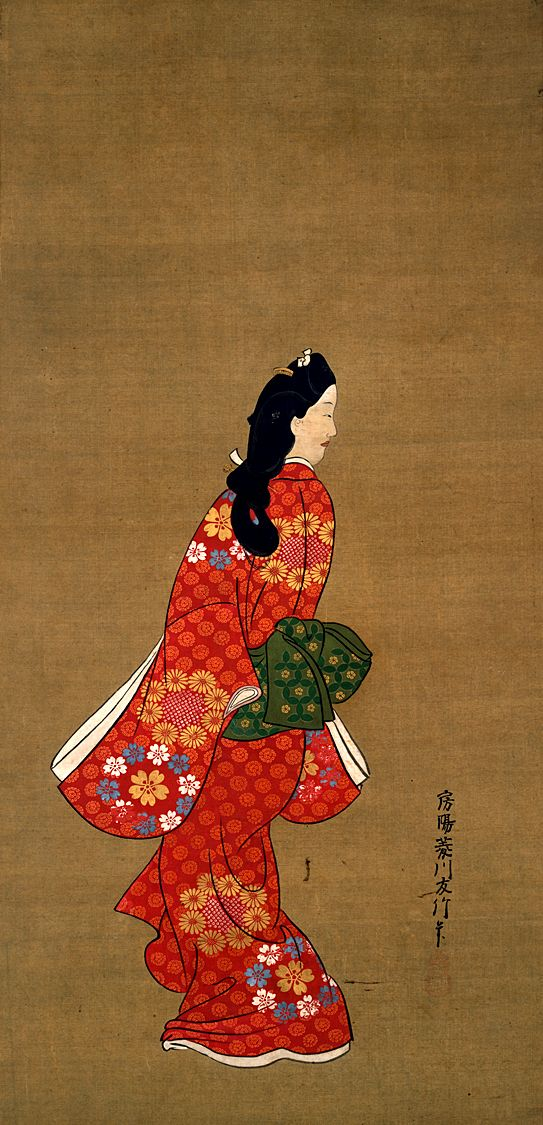
見返り美人図

菱川師宣（1618年（元和4年）—1694年7月25日（元禄7年6月4日（舊曆））），是江戶時代的浮世繪畫家。有「浮世繪之祖」之稱。菱川師宣最為知名的作品是《見返り美人図》。此外，他也畫過很多春畫。在他的故鄉千葉縣鋸南町有菱川師宣記念館。

## 相关

### 动漫
- 渡边信一郎监督的动畫《混沌武士》中，第五话“馬耳東風”虚构了他的生平事迹。

## 外部連結
- 菱川師宣記念館